# Sertãozinho (Icatu)
Sertãozinho é um povoado do município de Icatu, no estado do Maranhão. Está Localizado na microrregião de Rosário e na mesorregião do Norte Maranhense, com aproximadamente 6.000 habitantes, Sertãozinho é uma terra de sol forte, cultura rica e povo hospitaleiro, é possivelmente o povoado onde se concentra a maior atividade pesqueira de Icatu.
A partir de 2012 começou a receber por parte do poder público ações de interação família-escola-comunidade.

## Economia

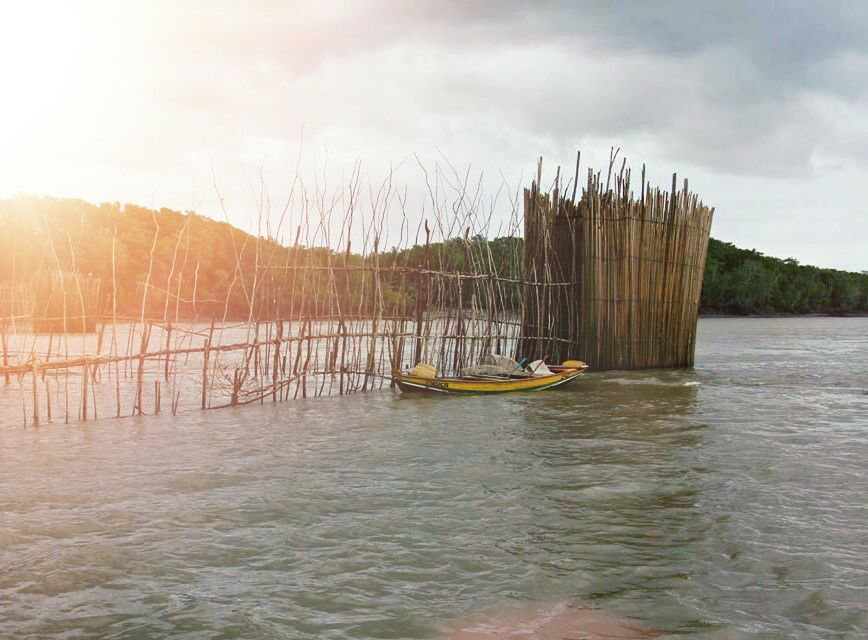
Pesca de Curral

Atividade Pesqueira e transporte de passageiros
A atividade pesqueira é desenvolvida principalmente na baia Baía de São José e representa a principal fonte de recursos do povoado.
O principal meio de captura dos pescados é através da Pesca de Curral, uma arte milenar criada pelos índios, e constituem-se de grandes cercados com desenhos particulares. O mais importante é que sejam instalados na posição exata em função das correntes de marés. Os peixes que seguem as correntes são interceptados, o pescado atraído pela sombra das varas de madeira que compõe o curral ao entrar nele não consegui mais sair. Ao tentar escapar são dirigidos para o interior da armadilha.
Além da pesca de Curral, também é muito utilizada pelos seus moradores, a Pesca à linha; a Pesca de Malhadeiras, a Pesca com espinhel, etc... 
Sertãozinho também é o principal porto de embarque e desembarque de passageiros nas rotas de São José de Ribamar/Icatu. 